# Vzpomínka (Břetislav Benda)
Vzpomínka, nazývaná také Zamyšlená či Vzpomínající, je bronzová exteriérová plastika a ženský akt v Praze 8 - Karlín. Nachází se v Kaizlových sadech poblíž Invalidovny a v geomorfologickém celku Pražská plošina.

## Historie a popis
Autorem plastiky je český sochař Břetislav Benda, který dílo vytvořil v roce 1962. Dílo představuje alegoricky vzpomínku či zamyšlení jako nahou mladou sedící ženu v lehkém úklonu, která si levou rukou upravuje své vlasy. Přes klín má přehozené plátno (snad ručník). Tato socha je umístěna na osazeném kvádrovém soklu. Ve skutečnosti existuje několik jejich - variant/odlitků této sochy. Stěžejním uměleckým tématem, kterému se Benda věnoval byla ženská figura a především akty. Benda sám tvrdil, že: „Neznám motiv krásnější, než je žena ve všech svých obměnách, pro sochaře je nevyčerpatelný námět. Svými plastikami chci vyjádřit nekonečnou krásu lidského těla, ale i jiné pocity.“ Námět díla Vzpomínka pochází z roku 1944 a reflektuje pocity touhy a očekávání určované prožívanými dny druhé světové války. Po osvobození Československa byla socha provedena i ve zde prezentované životní velikosti a umístěna v exteriéru.

## Další informace
Dílo je celoročně volně přístupné.

## Galerie

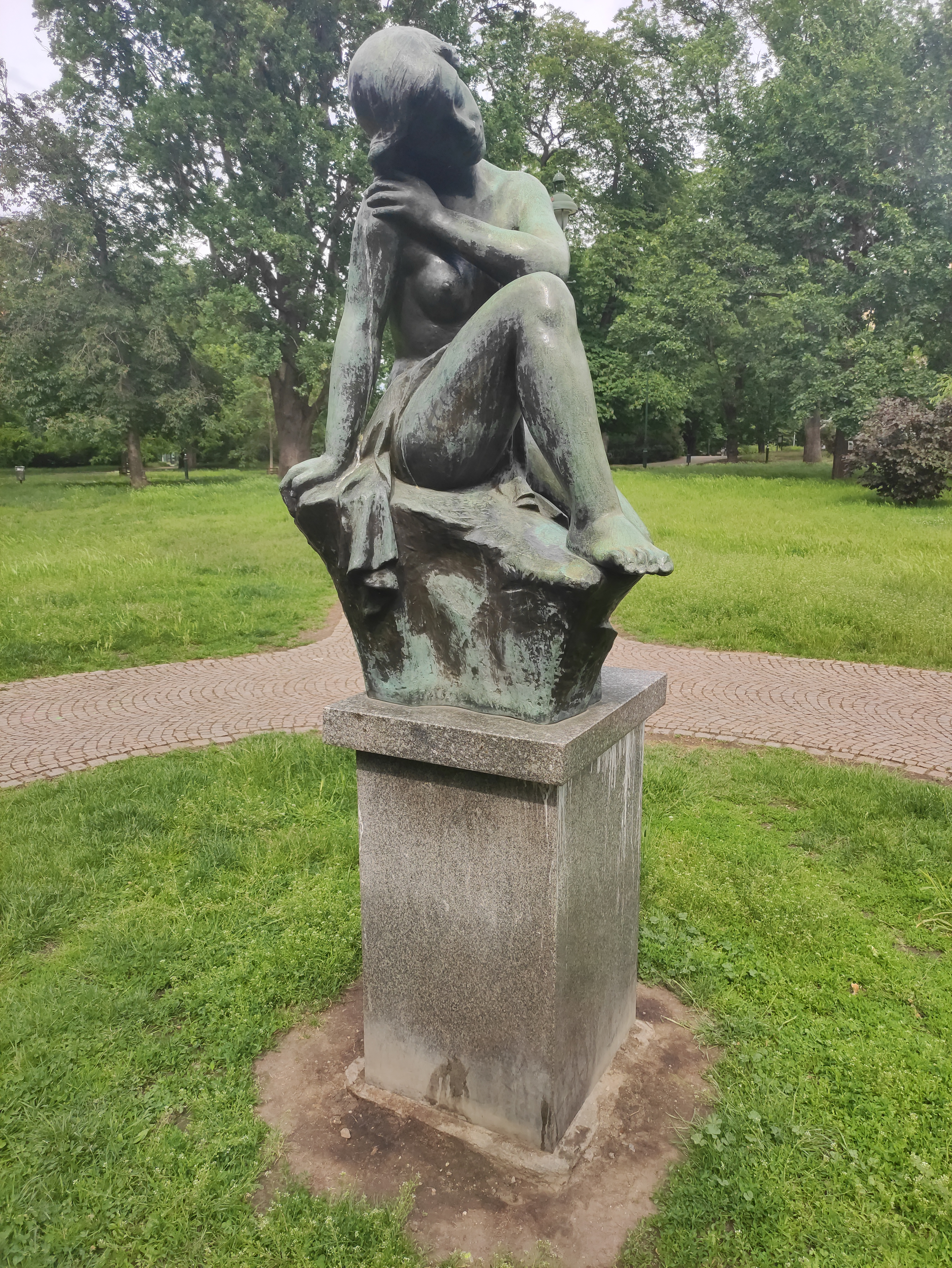
Detail díla
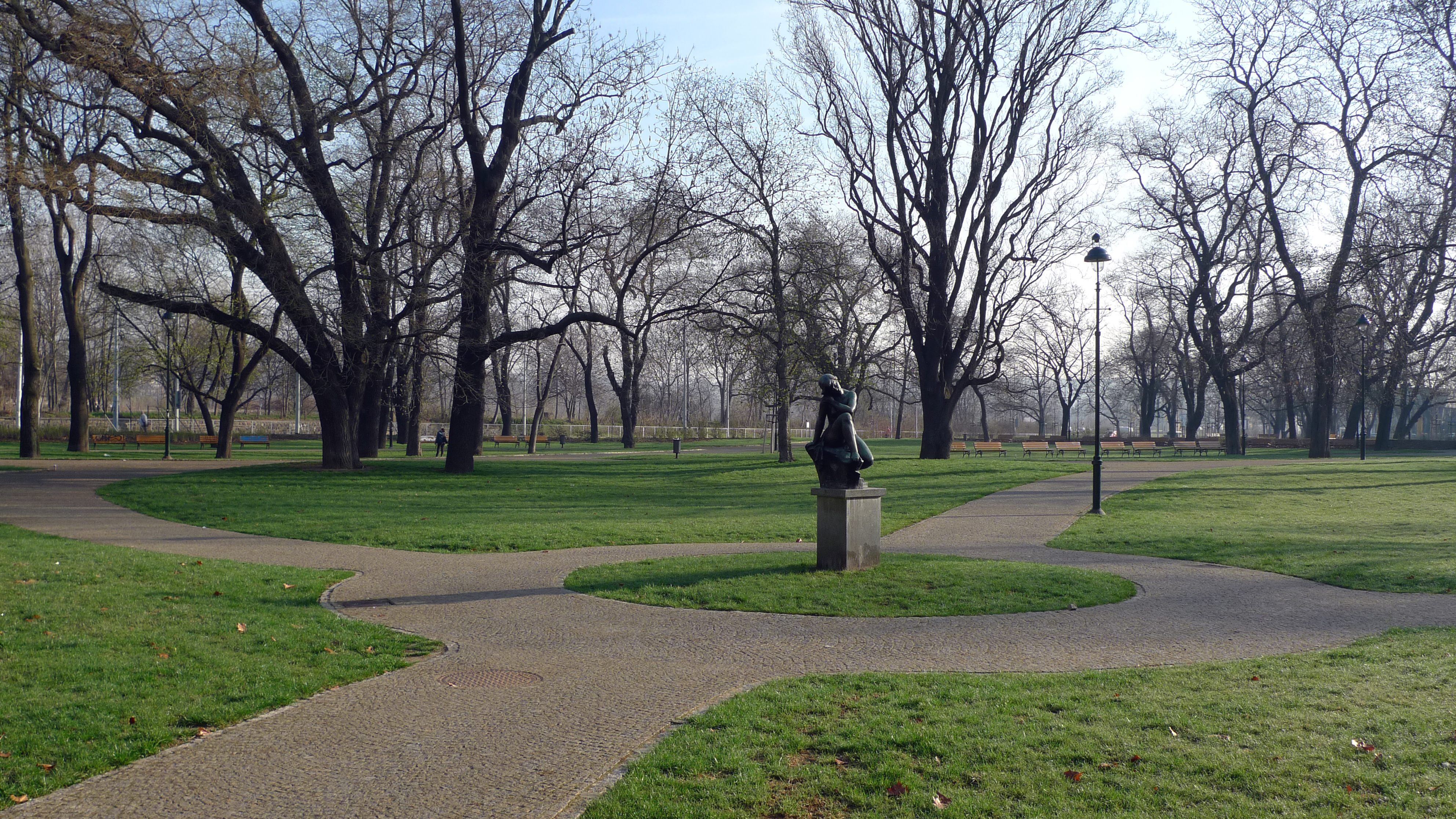
Umístění díla v parku